# No U Hang Up
„No U Hang Up” este un cântec al interpretului britanic de muzică rhythm and blues Shayne Ward. Acesta a fost compus de Arnthor Birgisson, Rami Yacoub și Savan Kotecha, făcând parte de pe cel de-al doilea material discografic de studio, Breathless. Piesa a fost lansată ca primul disc single al albumului alături de „If That's OK with You”, în Regatul Unit.
Discul „No U Hang Up”/„If That's OK with You” a debutat pe locul 2 în UK Singles Chart, staționând în clasament timp de unsprezece săptămâni. În Irlanda, cele două piese au activat separat, „No U Hang Up” poziționându-se pe treapta cu numărul 11, în timp ce „If That's OK with You” a câștigat locul 1.

## Informații generale
Cântecul „If That's OK with You” a fost anunțat ca primul disc single al albumului Breathless pe data de 22 iunie 2007 de către RCA Label Group. Conform casei de discuri, „If That's OK with You”, ar fi fost lansat în format digital pe data de 19 august 2007 și pe compact disc pe data de 20 august 2007, însă a fost amânat și eliberat la data de 24 septembrie 2007 alături de „No U Hang Up”.
„No U Hang Up” este un cântec R&B cu infuențe pop, compus în tonalitatea Fa major. Instrumentalul folosit cuprinde pain și chitară.
Discul „No U Hang Up”/„If That's OK with You” a debutat pe treapta secundă în UK Singles Chart, fiind devansat de piesa „About You Now”, ce aparține grupului muzical Sugababes. În Irlanda, „No U Hang Up” a intrat în clasamentul național pe locul 14, urcând până pe treapta cu numărul 11.
Piesa a activat și în clasamentul național din Danemarca, unde a obținut poziția cu numărul 4, devenind prima clasare de top 10 a artistului în această țară, dar și cel mai de succes cântec al său. Discul a obținut locul 16 în Europa și a câștigat treapta cu numărul 38 în Suedia. De asemenea, „No U Hang Up”, este primul single al artistului ce activează în clasamentul din Croația.

## Lista cântecelor
Disc single distribuit în Regatul Unit
1. „No U Hang Up”
2. „If That's OK with You”

## Clasamente
| Clasament             | Poziția maximă | Referință |
| --------------------- | -------------- | --------- |
| Croatia Singles Chart | 19             | [ 11 ]    |
| Denmark Singles Chart | 4              | [ 4 ]     |
| Euro 200              | 16             | [ 10 ]    |
| Ireland Singles Chart | 11             | [ 4 ]     |
| Sweden Singles Chart  | 38             | [ 4 ]     |
| UK Singles Chart      | 2              | [ 3 ]     |
| UK Download Chart     | 2              | [ 12 ]    |